# بطولة أوروبا لكرة الماء للسيدات 1991
بطولة أوروبا لكرة الماء للسيدات 1991 كان الموسم الرابع من بطولة أوروبا لكرة الماء للسيدات، وجرت المنافسات في أثينا اليونان، ونظمت من قبل الاتحاد الأوروبي للسباحة.

## النتائج
| م       | المنتخب          |
| ------- | ---------------- |
| ذهبية   | المجر            |
| فضية    | هولندا           |
| برونزية | إيطاليا          |
| الرابع  | فرنسا            |
| الخامس  | الاتحاد السوفيتي |
| السادس  | ألمانيا          |
| السابع  | اليونان          |
| الثامن  | المملكة المتحدة  |
| التاسع  |                  |
| العاشر  |                  |